# Ilya Petrov
Bản mẫu:Eastern Slavic name
Ilya Alekseyevich Petrov (tiếng Nga: Илья Алексеевич Петров; sinh ngày 27 tháng 6 năm 1995) là một cầu thủ bóng đá người Nga. Anh thi đấu cho União de Leiria.

## Sự nghiệp câu lạc bộ
Anh ra mắt chuyên nghiệp tại Russian National Football League cho FC Volga Nizhny Novgorod vào ngày 19 tháng 7 năm 2014 trong trận đấu trước FC Anzhi Makhachkala.
Vào ngày 31 tháng 1 năm 2018, anh chuyển đến câu lạc bộ Bồ Đào Nha União de Leiria.